# Canal Émilien Romagnol
Le Canal Émilien Romagnol (C.E.R.) relie le fleuve Reno de Sant'Agostino (province de Ferrare) au fleuve Uso vers Rimini en Italie.

## Géographie
Le canal se situe dans la région d’Émilie-Romagne, dans une zone délimitée par les fleuves Pô, Panaro, Reno et la Via Æmilia. Il débute dans le Cavo Napoleonico (aussi appelé Dégorgeoir du Reno) entre Bologne et Ferrare et finit sa course dans le fleuve Uso dans la province de Rimini.

## Historique
Le premier projet du Canal Émilien Romagnol remonte à 1620, quand l’abbé Raffaello Tirelli de Reggio Emilia proposa au Duc Cesare d’Este l’idée de prendre les eaux du Pô pour irriguer les provinces de Plaisance, Parme, Reggio Emilia, Modène et Bologne.
Puis un projet organisé sur cette idée, présenté en 1863, au gouvernement régional de Turin est ajourné pour raisons politiques. Même sort pour un troisième projet présenté en 1893.
Il faudra attendre encore un demi-siècle pour que l’idée fasse son chemin et que le nouveau projet, présenté par l’ingénieur Mario Giandotti, soit l’objet d’un décret royal du 28 septembre 1939.
Le choc de la seconde guerre mondiale bloque de nouveau le projet, qui en 1947 trouve sa version définitive en conjuguant les exigences du trop plein du Reno à celle de l’irrigation de la plaine bolonaise et romagnole. Le point de dérivation du Pô est déplacé à Bondeno (FE), confins entre les trois régions d’Émilie-Romagne, Lombardie, Vénétie et les quatre provinces de Modène, Ferrare, Mantoue et Rovigo.
Le début réel des travaux se situe en 1955. Beaucoup de choses sont changées depuis, pour diverses causes, tant politiques, administratives, financières ou pratiques ; ce ne sera plus un simple canal adducteur, mais un système hydrique complexe comprenant également les dérivations chez les usagers. Usagers qui ne sont plus seulement du domaine de l’agriculture mais également vers des usages civils, productifs, ambiantaux et touristiques.
C’est là la nouvelle définition du Canal Émilien Romagnol (C.E.R.), aujourd’hui système stratégique d’importance nationale apte à résoudre définitivement les problèmes d’approvisionnement en eaux des cinq provinces orientales de la région (Ferrare, Bologne, Ravenne, Forli-Cesena et Rimini).

## Présentation du projet
Le canal est une des plus importantes œuvres hydrauliques d’Italie. Il assure, par une dérivation du fleuve Pô, l’approvisionnement hydrique d’une étendue de près de 3 320 ha, caractérisée par une intense activité agricole et pour de nombreuses implantations urbaines et industrielles, mais pauvre en eaux superficielles.
Après presque 400 ans et initié en 1955, le C.E.R. est en mesure d’exprimer tout son potentiel au service d’une des régions les plus productives d’Europe, sur un parcours de près de 150 km et par le biais de 7 stations de relevage des eaux (faible dénivellation du terrain). Annuellement il distribue 7 millions de m3 d'eau à l'Émilie-Romagne.
| Station             | Puissance (en kW) | Élévation (en mètres) | Débit (en m3/s) | Construction |
| ------------------- | ----------------- | --------------------- | --------------- | ------------ |
| Palantone           | 5490              | 7,2                   | 56              | 1960         |
| Cento               | 244               | 4,9                   | 4               | 1963         |
| Sant’Agostino Ouest | 486               | 4                     | 8               | 1963         |
| Crevenzosa          | 2235              | 5                     | 30              | 1960         |
| Pieve del Cento     | 2160              | 5                     | 30              | 1963         |
| Savio               | 385               | 1,9                   | 10,5            | 1987         |

## Le système hydraulique

### Dérivation principale
L’alimentation principale du canal Émilien Romagnol (C.E.R.) est assurée par une dérivation sur la rive gauche du Pô (station de pompage de Palantone prévue pour élever les eaux de 10 mètres avec un débit de 68 m3/s), dans la localité de Salvatonica di Bondeno (FE), à proximité du système de déversement dans le fleuve du « dégorgeoir » amenant le trop plein du fleuve Reno.
Ce « dégorgeoir », canal de 18 km, nommé Cavo Napoleonico, qui date du début XIXe siècle, assume aujourd’hui une double fonction : initialement créé en tant que dégorgeoir du Reno, sa deuxième fonction est d’alimenter le C.E.R. avec les eaux du Pô.
À Sant’Agostino (FE), sur la rive droite du “dégorgeoir”, le C.E.R. début son parcours de 133 km en  passant sous le fleuve Reno, puis à 6 km de là, la station de Crevenzosa dans la localité de Galliera (BO) élève les eaux de 5 m, suivie, à 8 km, d’une seconde station de Pieve del Cento  de la localité de Castello d’Argile (FE) élève de nouveau les eaux de 5 m pour arriver à une altitude de 18 m. Ces eaux parcourent ensuite 90 km par gravité jusqu’au passage du fleuve Savio où la station Savio près de Mensa (RA) élève le niveau de près de 2 m (altitude 16 m) pour les 29 km construits aujourd’hui. Le but du parcours se situe, à environ 15 km de là, dans le fleuve Uso à San Mauro Pascoli près de Rimini.

### Autres dérivations
- Le Canalino, embranchement mineur du C.E.R. long de 16,5 km, il est alimenté depuis le « dégorgeoir » par la station de Sant’Agostino ouest (débit 7,3 m3/s) pour desservir la haute plaine ferraraise, puis aux environs de Cento une autre station, du même nom (débit 4,5 m3/s), réalimente le Canalino pour les besoins des territoires bolonais à gauche du Reno.
- Canaux Riolo et Botte, embranchement après la station de Crevenzosa, ces deux canaux avec un débit maxi de 13 m3/s assure l’irrigation des territoires bolonais de la basse plaine.
- Le barrage mobile Volta Scirocco, dans la localité de Mendriole (RA), placé sur le fleuve Reno il permet de retenir les eaux sur une hauteur de 1,5 m, évitant ainsi le retour des eaux salées de l’Adriatique et, par une dérivation, alimente les aqueducs civils et industriels de Ravenne ainsi que le complexe pétrochimique de la société « Enichem ».

## Bilan
La coup de l’opération, débutée en 1955, est de 550 millions d’euros en valeur actualisée et concerne :
- Le Canalino (16,5 km) et les stations Sant’Agostine Ouest et Cento.
- Le barrage mobile de Volta Scirocco sur le Reno.
- Le Canal Émilien Romagnol depuis son embranchement sur le « dégorgeoir » jusqu’à son débouché dans le fleuve Uso dans la localité de Donegaglia di Bellaria (RN) pour un développement de 133 km.
- Les stations d’élévation des eaux de Crevenzosa (Galliera (BO)), Pieve di Cento (Castello d’Argile (BO)), et Savio (Mensa (RA)).
- Les anciennes stations d’élévation de Palentone (Bondeno (FE)) et Sant’Agonino Est (FE)